# Fritz Busch

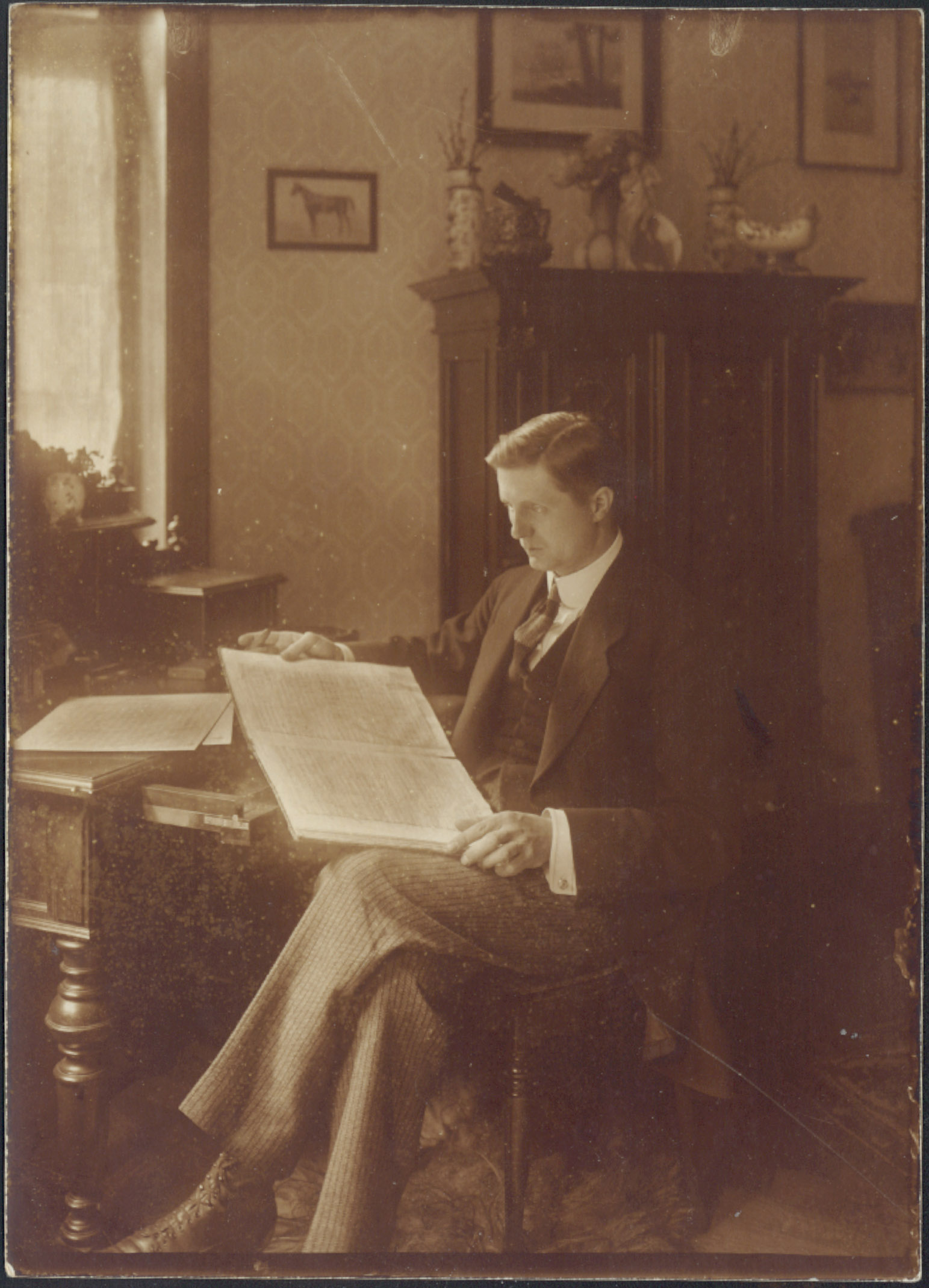
Fritz Busch.

Fritz Busch (Siegen, Westfalia, 13 de marzo de 1890-Londres, 14 de septiembre de 1951) fue un director de orquesta y pianista alemán.

## Biografía
Su educación musical comenzó a cargo de su padre, aunque fue en 1906 cuando comenzó a estudiar en el Conservatorio de Colonia en la clase de dirección de Steinbach. 
Comenzó su carrera en 1909 dirigiendo la Orquesta del Teatro Alemán de Riga. 
En 1912 le nombraron director musical de la Sociedad Coral de Aquisgrán y en 1918 comenzó a dirigir la Ópera de Stuttgart, donde amplió el repertorio existente e hizo hincapié en obras de su tiempo como las del compositor Paul Hindemith. 
Desde comienzos de la década de 1920 hasta 1933 permaneció en Dresde, aunque también fue director invitado en Bayreuth, Nueva York, Londres y de 1933 a 1945 en el Teatro Colón (Buenos Aires) donde en 1934 dirigió los estrenos para esta sala de Cosi Fan Tutte de Mozart, Arabella de Richard Strauss y El Holandés Errante de Richard Wagner, en 1935 dirigió el ciclo completo de El Anillo del Nibelungo de Wagner. 
Durante esta época estrenó numerosas partituras, como Intermezzo, de Richard Strauss, Doktor Faust, de Ferruccio Busoni, o Cardillac, de Hindemith. 
Tras abandonar Alemania por sus desavenencias con el partido nazi, trabajó con orquestas de todo el continente americano y europeas. 
Es de destacar el importante papel que desempeñó en los países escandinavos durante los últimos años de su vida. 
Fue hermano del violinista Adolf Busch y del violonchelista Hermann Busch.

## Repertorio
Fritz Busch fue un prestigioso intérprete de las óperas de Wolfgang Amadeus Mozart y del repertorio alemán, especialmente Richard Wagner.
Sus temporadas mozartianas en el Festival de Glyndebourne y la temporada alemana que fundó con Erich Kleiber en el Teatro Colón se recuerdan gratamente, así como en Dresde y el Metropolitan Opera. Se negó a volver a dirigir en el Festival de Bayreuth, junto con Arturo Toscanini, cuando comenzó a crecer la influencia del régimen nazi en la dirección del Festival.

## Biografías
- Wolfgang Rehm: Busch, Fritz.  Neue Deutsche Biographie (NDB)Duncker & Humblot, Berlín 1957, S. 58.
- Grete Busch: Fritz Busch – Dirigent; S. Fischer Frankfurt/M. 1970
- Bernhard Dopheide: Fritz Busch: sein Leben und Wirken in Deutschland mit einem Ausblick auf die Zeit seiner Emigration; Schneider, Tutzing 1970; ISBN 978-3-7952-0104-3; zugleich Münster, Univ., Diss., 1969
- Maria Stader: Nehmt meinen Dank. Erinnerungen. Nacherzählt von Robert D. Abraham; München 1979; S. 145
- Hanns Werner Heister: Musik und Musiker im Nazismus; in: Hans Sarkowicz (Hrsg.): Hitlers Künstler: die Kultur im Dienst des Nationalsozialismus; Frankfurt/M. 2002; ISBN 3-458-17203-3; S. 343.